# Arabischer Bambushai
Der Arabische Bambushai (Chiloscyllium arabicum, auch Chiloscyllium confusum) ist ein Hai aus der Familie der Bambushaie (Hemiscylliidae). 

## Merkmale
Die Art erreicht eine Länge maximal 70 Zentimeter, erwachsene Tiere messen meist zwischen 50 und 60 Zentimeter. Der Körper ist schlank und wird zum Schwanz hin kontinuierlich schmaler, wobei dieser im Vergleich zu dem anderer Arten der Gattung dicker ist. Er besitzt deutlich ausgeprägten Leisten an den oberen Körperseiten. Er ist ungefleckt, nur Jungtiere weisen auf den Flossen gelegentlich eine helle Fleckung auf.
Das Maul liegt, typisch für die Gattung, deutlich vor den Augen. Sowohl die beiden Rückenflossen wie auch die Afterflosse setzen sehr weit hinten am Körper an. Die erste Rückenflosse setzt dabei oberhalb der Bauchflossen oder direkt hinter diesen an und der Beginn der Afterflosse liegt weit hinter dem Ende der zweiten Rückenflosse. Die zweite Rückenflosse hat in der Regel einen längeren Ansatz als die erste und bei beiden sind die Hinterkanten fast vollständig gerade ausgebildet.

## Verbreitung und Lebensraum

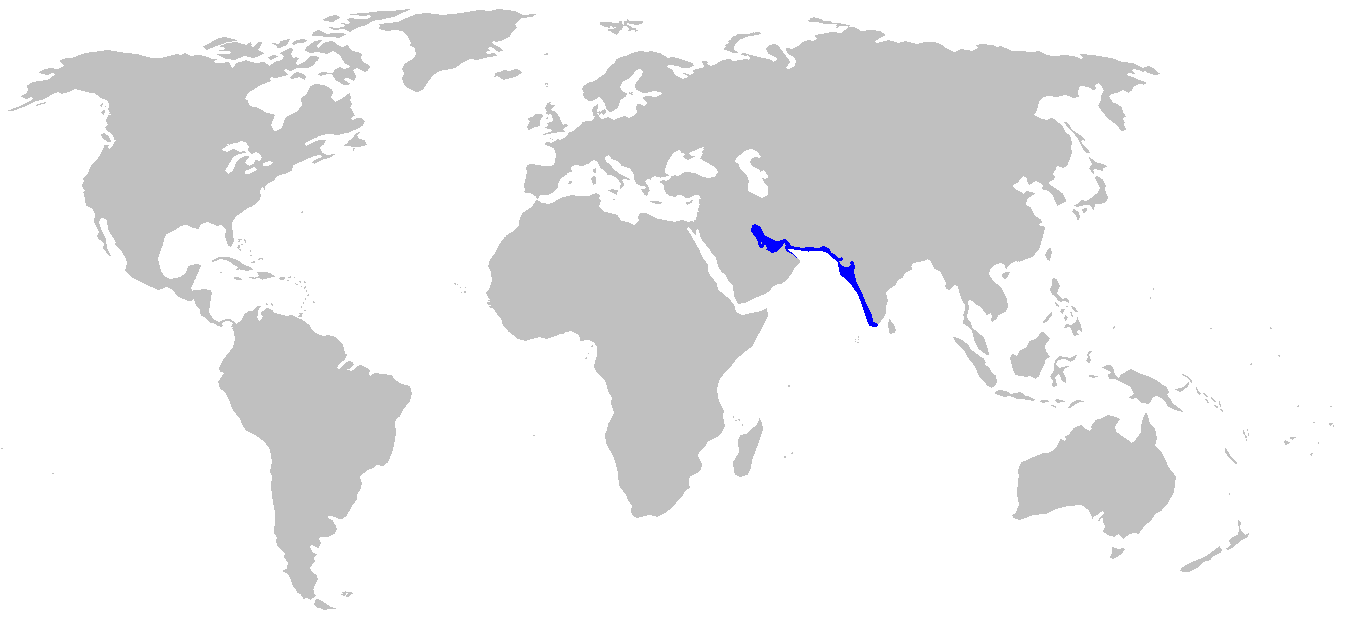
Verbreitung des Arabischen Bambushais

Der Arabische Bambushai lebt im Westen des Indischen Ozeans vor Indien und Pakistan (Arabisches Meer) und im Persischen Golf zwischen dem Iran und der Arabischen Halbinsel.
Er lebt auf dem Kontinentalschelf in Küstennähe, meist in Korallenriffen, Lagunen, Felsküsten oder Mangroven in Tiefen zwischen 3 und 100 m.

## Lebensweise
Er ernährt sich von Weich- und Krustentieren sowie Schlangenaalen. Er ist ovipar und legt bis zu vier Eibeutel, aus denen die Jungen nach 70 bis 80 Tagen schlüpfen. Die Junghaie schlüpfen mit einer Länge von etwa 10 Zentimeter und die Geschlechtsreife erreichen die Tiere mit einer Länge von 45 bis 54 Zentimetern.

## Verhältnis zum Menschen
Die kleinen Haie werden aufgrund ihrer geringen Größe als für den Menschen ungefährlich eingestuft. Er wird von Küstenfischern in Indien und Pakistan als Nahrung genutzt und in anderen Teilen seines Verbreitungsgebiets als Beifang gefangen.
Die International Union for Conservation of Nature (IUCN) führt die Art auf der Vorwarnliste („Near Threatened“) gefährdeter Arten, schließt jedoch für die Zukunft eine Neubewertung als empfindliche Art („Vulnerable“) nicht aus. Er ist vor allem von starken Veränderungen seiner Habitate in Küstennähe betroffen, insbesondere durch Küstenveränderungen im Bereich des Persischen Golfs und die Zerstörung von Korallenriffen. Über die letzten drei Generationen wurde bei dieser Art aus den genannten Gründen ein Rückgang der Population um mehr als 30 % registriert. Die Bedrohung durch Fischfang und Lebensraumverschlechterung wird wahrscheinlich auch in Zukunft anhalten und an Intensität und Reichweite zunehmen.

## Belege
1. 1 2  Chiloscyllium arabicum in der Roten Liste gefährdeter Arten der IUCN 2017. Eingestellt von: A. Moore, 2017. Abgerufen am 13. Juli 2020.